# Ig
Ig – wieś w Słowenii, siedziba gminy Ig. W 2018 roku liczyła 2318 mieszkańców.